# نوفوموسكوفسك
نوفوموسكوفسك (بالروسية: Новомосковск) هي إحدى مدن روسيا في الكيان الفدرالي الروسي تولا أوبلاست.

## توأمة
لنوفوموسكوفسك اتفاقيات توأمة مع:
- كريمنشوك

## أعلام
- ألكساندر لينيف